# Hacker-Pschorr
Hacker-Pschorr ist eine Biermarke der Paulaner Brauerei Gruppe.

## Geschichte

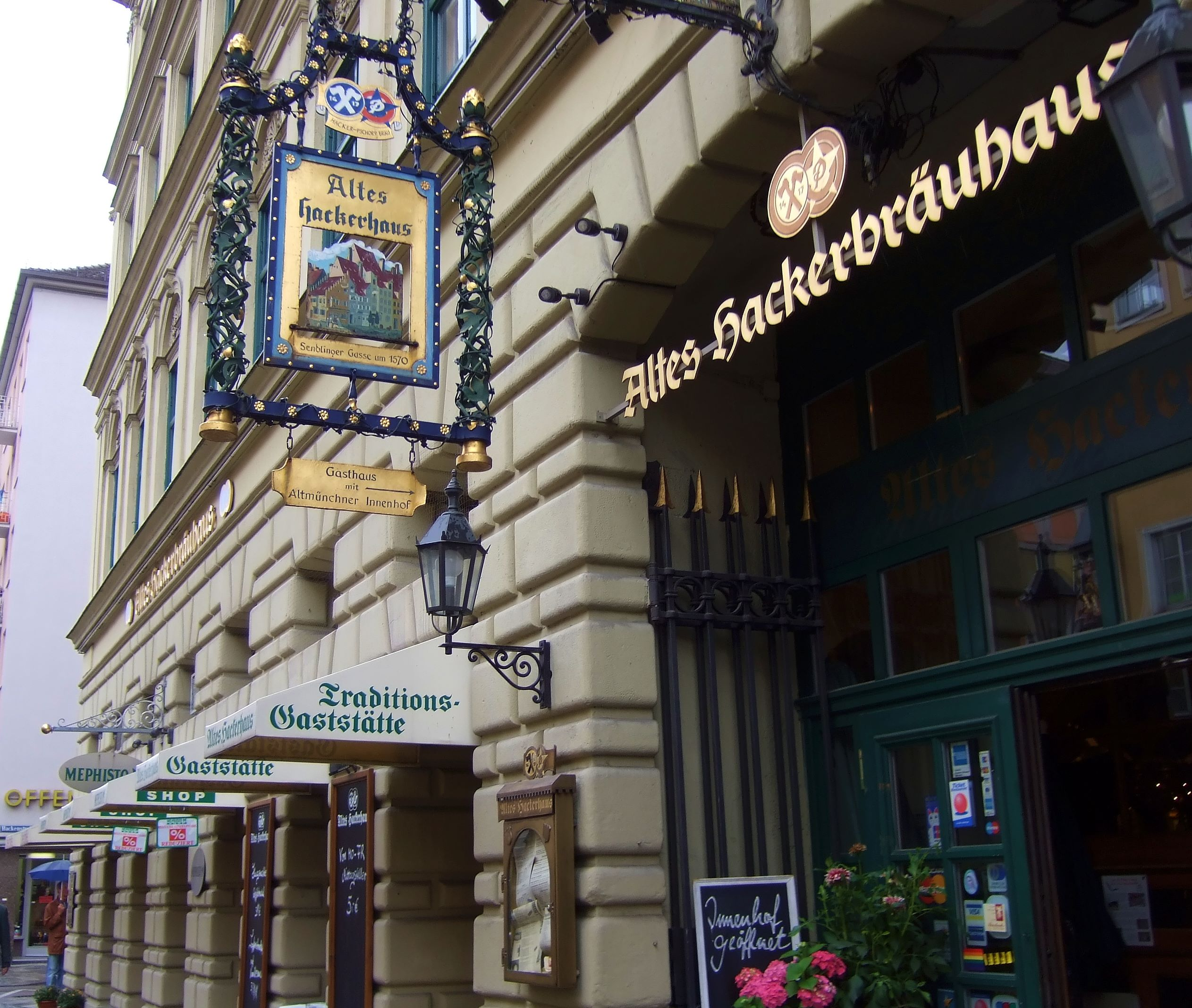
Altes Hackerhaus, Sendlinger Straße, Ecke Hackenstraße

1417 wurde erstmals eine Brauerei an der Stelle der heutigen Gaststätte „Altes Hackerhaus“ in der Sendlinger Straße in München genannt. Die Münchner Bierchronik zeigt eine Abbildung hierzu: „Die Wiege der Joseph Pschorr’schen Braustätte «zum Hackher» Sentlingergasse im XM. Jahrhundert“. Weiter beschreibt man: „Im Haggenviertel, an der heutigen Sendlinger- und Hackenstraße, stand Ende des 14. Jahrhunderts eine schon damals altbekannte Braustätte, der Bräu am Hag .. «Prew im Haggenviertel» zwei gekreuzte Hacken als Wahrzeichen“ (wohl das Gewerbe des Besitzers, Hausnummern gab es damals nicht). Da sich unter den damaligen Hauptbesuchern der Bräuwirtschaft zahlreiche Zimmerleute befanden, vermutet der Autor aber eher zwei Beile oder Äxte, die auch älteste Zeichnungen der Schutzmarke aufweisen.
1738 erwarb „Bürger und Bierprau“ Simon Hacker das Anwesen, das Joseph Pschorr 1793 von seinem Schwiegervater Peter-Paul Hacker kaufte und bedeutend erweiterte. Unter dem Ehepaar Joseph Pschorr d. Ä. (1770–1841) und Maria Theresia Hacker wurde Hacker-Pschorr Anfang des 19. Jahrhunderts zur führenden Münchner Großbrauerei. So errichteten sie 1813 mit dem „Hacker-Keller“ den größten Lagerkeller Deutschlands in der Landsbergerstraße. Der Brau- und Lagerkeller umfasst eine Grundfläche von 4000 Quadratmetern und eine Lagerkapazität von über 35.000 Hektolitern.
1820 erwarb Joseph Pschorr d. Ä. die „Brauerei zum Bauernhansl“ sowie weitere Häuser in der Neuhauserstraße und errichtete dort die „Brauerei zum Pschorr“. Nach dem Tod Pschorrs fiel das Erbe an die Söhne Georg Pschorr d. Ä. (1798–1867) (Brauerei zum Pschorr) und Matthias (1800–1879) (Hacker-Brauerei, „zum Hacker“). Sie und ihre Nachkommen bauten beide Brauereien weiter aus und führten sie mit Investitionen in damalige neue Technik, wie z. B. der Kältemaschine von Carl von Linde, in die Moderne. 1922 erfolgte die Umwandlung des Unternehmens G. Pschorr in die Pschorrbräu AG.
Erst 1972 verschmolzen die Brauereien Hacker und Pschorr wieder zur Hacker-Pschorr Bräu AG, die später von der Schörghuber Unternehmensgruppe erworben wurde.
Ab 1993 wurden auf dem ehemaligen Gelände des Hacker-Pschorr-Sudhauses an der Hackerbrücke die Pschorr-Höfe (u. a. auch der Bürokomplex des Europäischen Patentamts) errichtet und in den folgenden Jahren erweitert. Die Brauanlagen wurden mit denen der Paulaner Brauerei zusammengelegt.
Heute ist die Hacker-Pschorr Bräu GmbH Teil der Paulaner Brauerei Gruppe. Seit Anfang 2007 wurde das Sortiment komplett auf Bügelverschluss-Flaschen umgestellt. Die Entwicklung wurde 2014 abgeschlossen, als die 0,33-Liter-Bügelflasche auf den Markt kam.

## Sortiment

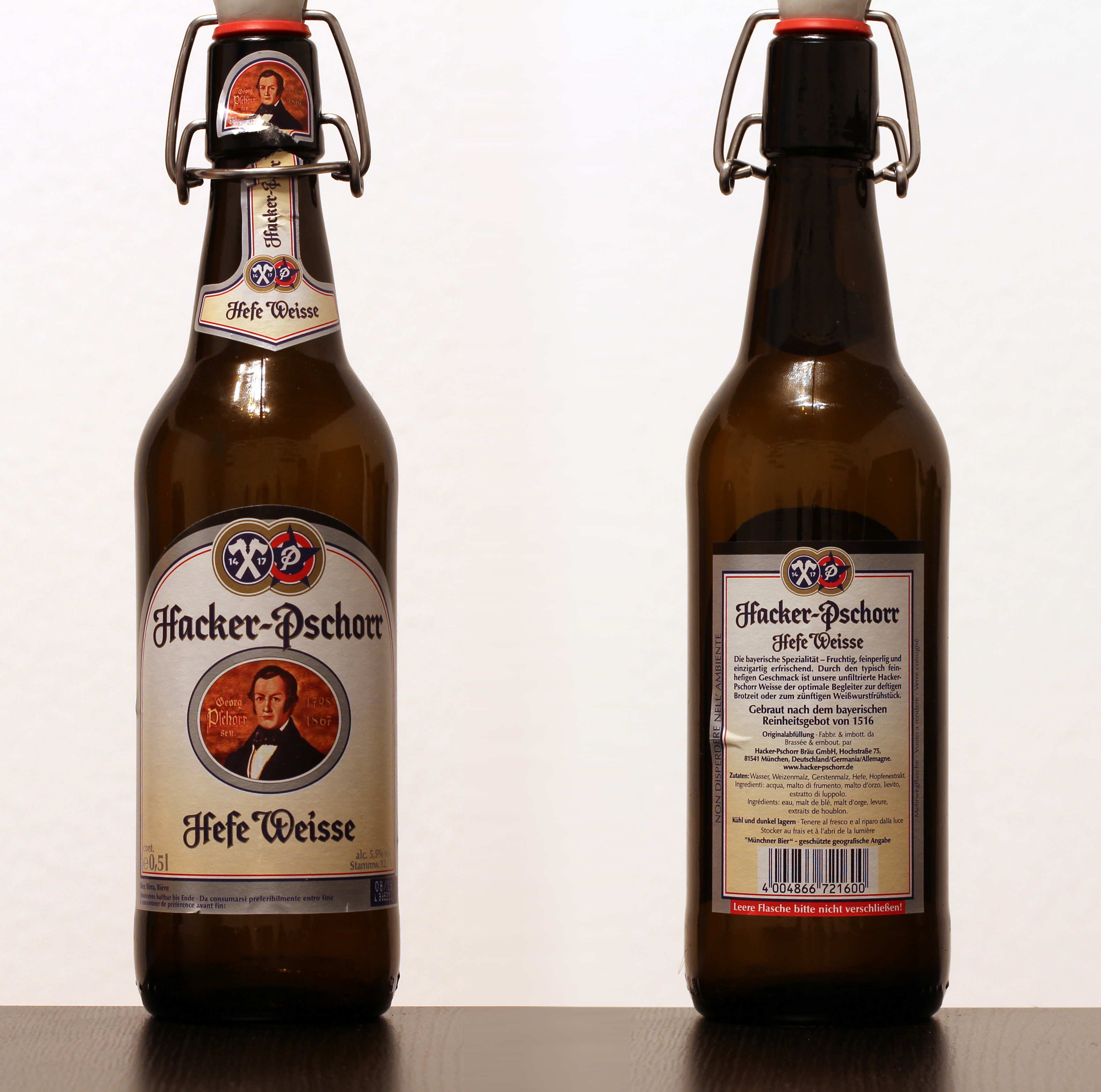
Hacker-Pschorr Hefe Weisse

Unter der Marke Hacker-Pschorr werden 13 verschiedene Biere vertrieben, von denen einige nur saisonal gebraut und erhältlich sind.
- Münchner Hell
- Münchner Gold[12]
- Hell Alkoholfrei[13]
- Münchner Dunkel[14]
- Münchner Radler[15]
- Natur Radler
- Natur Radler Alkoholfrei[16]
- Oktoberfest Märzen[17]
- Animator: Naturtrüber Doppelbock mit 8,1 Prozent Alkohol und 19,3 Prozent Stammwürze
- Kellerbier
- Superior[12]
- Hefe Weiße[18]
- Stern Weiße

## Oktoberfest
Die Brauerei Hacker-Pschorr beliefert von den großen Festzelten das Hacker-Festzelt und die Pschorr-Bräurosl sowie auf der Oidn Wiesn das Herzkasperl-Festzelt. Während das Bier in den beiden erstgenannten über eine moderne Bierringleitung an die Schänken verteilt wird, kommen im Herzkasperlzelt traditionelle Holzfässer zum Einsatz.

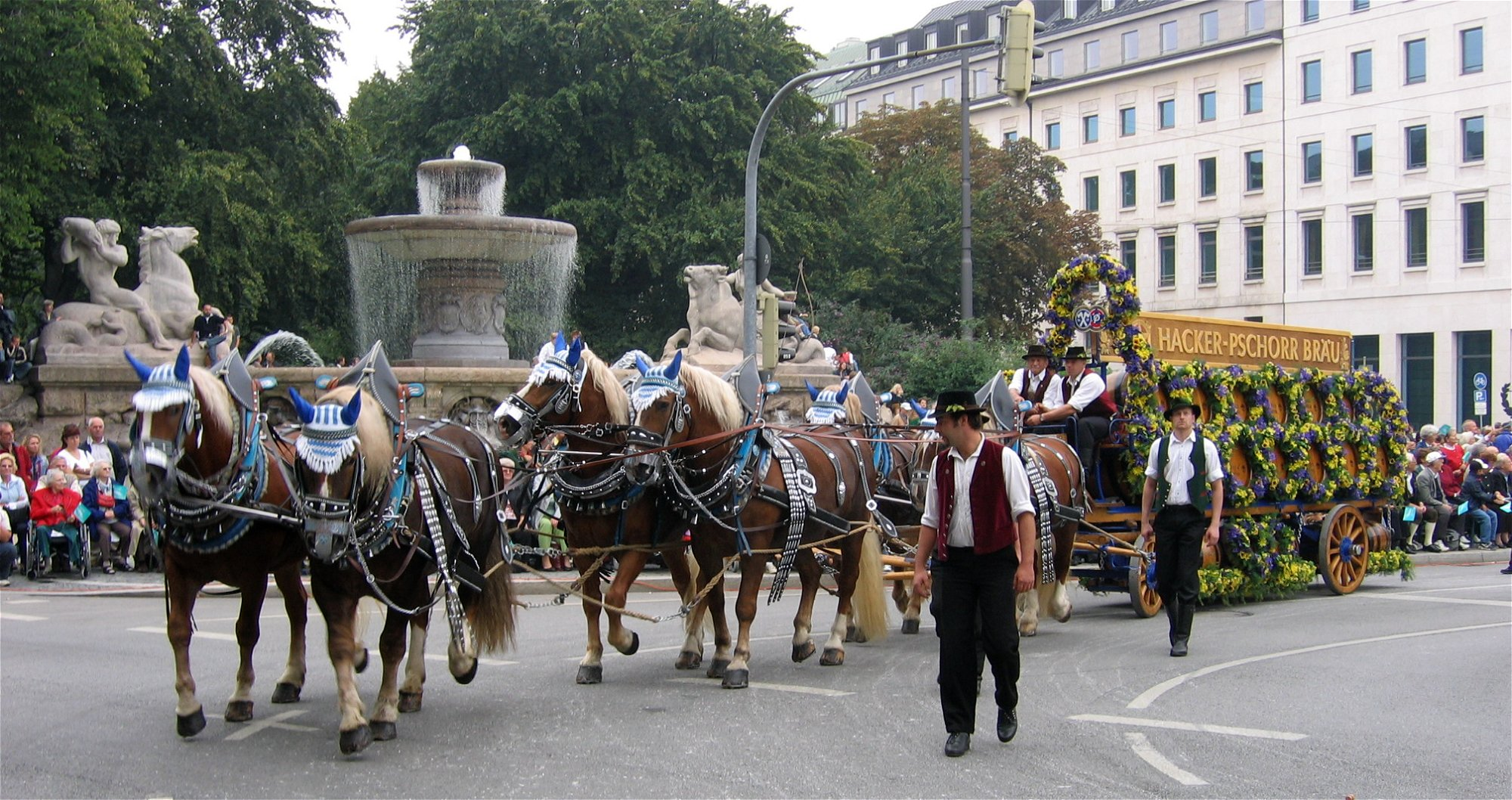
Brauereiwagen beim Oktoberfest-Trachtenzug 2006
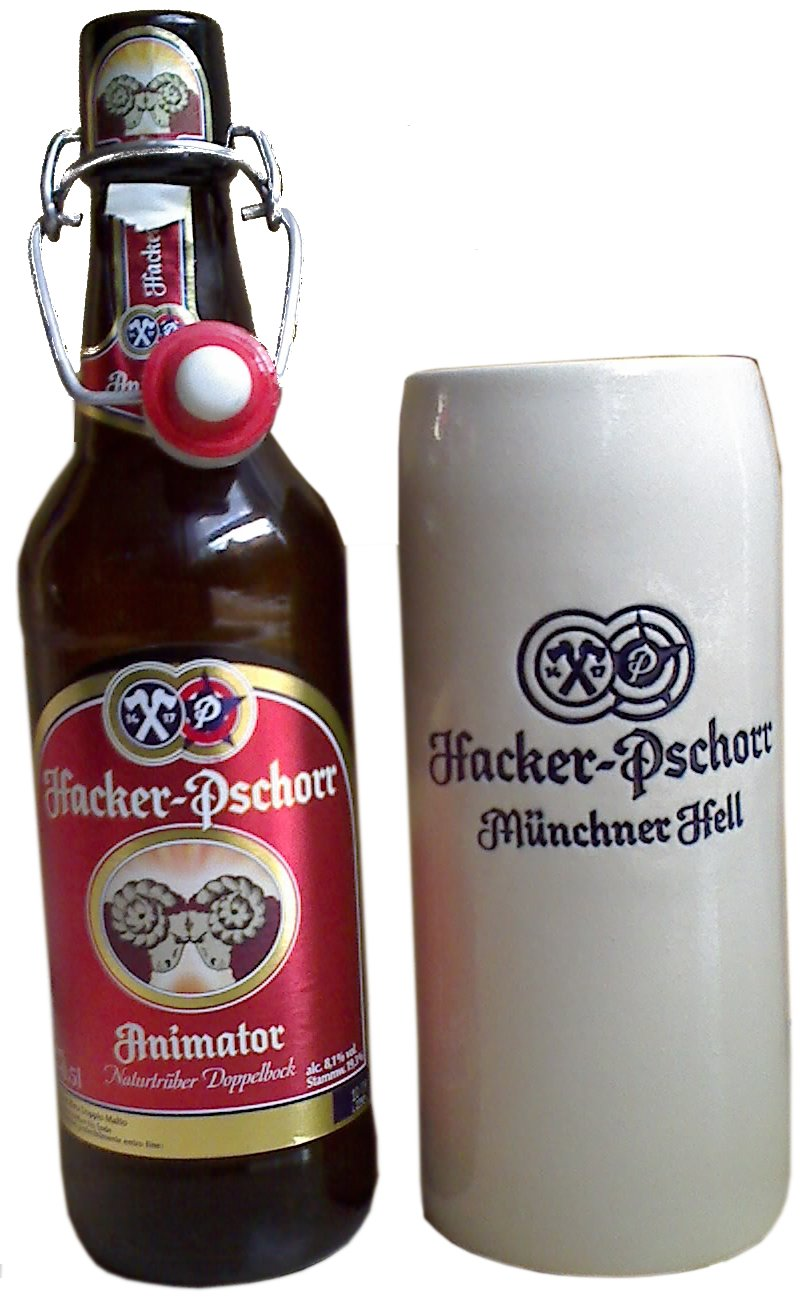
Hacker-Pschorr Animator (Doppelbock) und Bierkrug
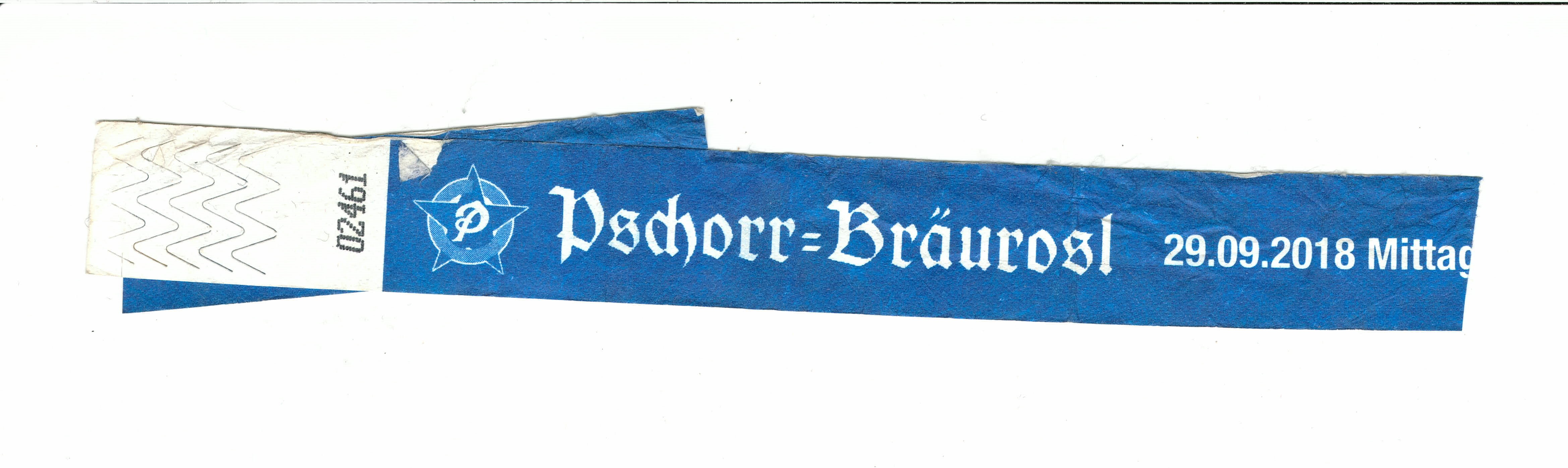
Eintrittsberechtigung (Handgelenkbändchen) für das Oktoberfestzelt Pschorr-Bräurosl (2018)

## Sonstiges
Das Bier der Pschorr Brauerei wurde auf der Weltausstellung 1876 in Philadelphia ausgezeichnet.
Der langjährige Claim ist „Himmel der Bayern“.
Hacker-Pschorr ist Partner des EHC Red Bull München, des TSV 1860 München sowie des EC Bad Tölz.
Für das Münchner Kulturfestival Tollwood braut Hacker-Pschorr ein exklusives Naturtrübes Bio Hell.
Durch die Übernahme von 15 % der Baukosten sicherte sich die Brauerei das Namensrecht an der im Mai 2012 eröffneten Hacker-Pschorr-Brücke, einer Hängebrücke für Wanderer am Südhang des Wank bei Garmisch-Partenkirchen.
Josephine Pschorr (1838–1910), Enkeltochter von Joseph Pschorr, heiratete 1863 den Hornisten Franz Joseph Strauss. Beider Sohn war der berühmte Komponist Richard Strauss.